# Molino El Cubo

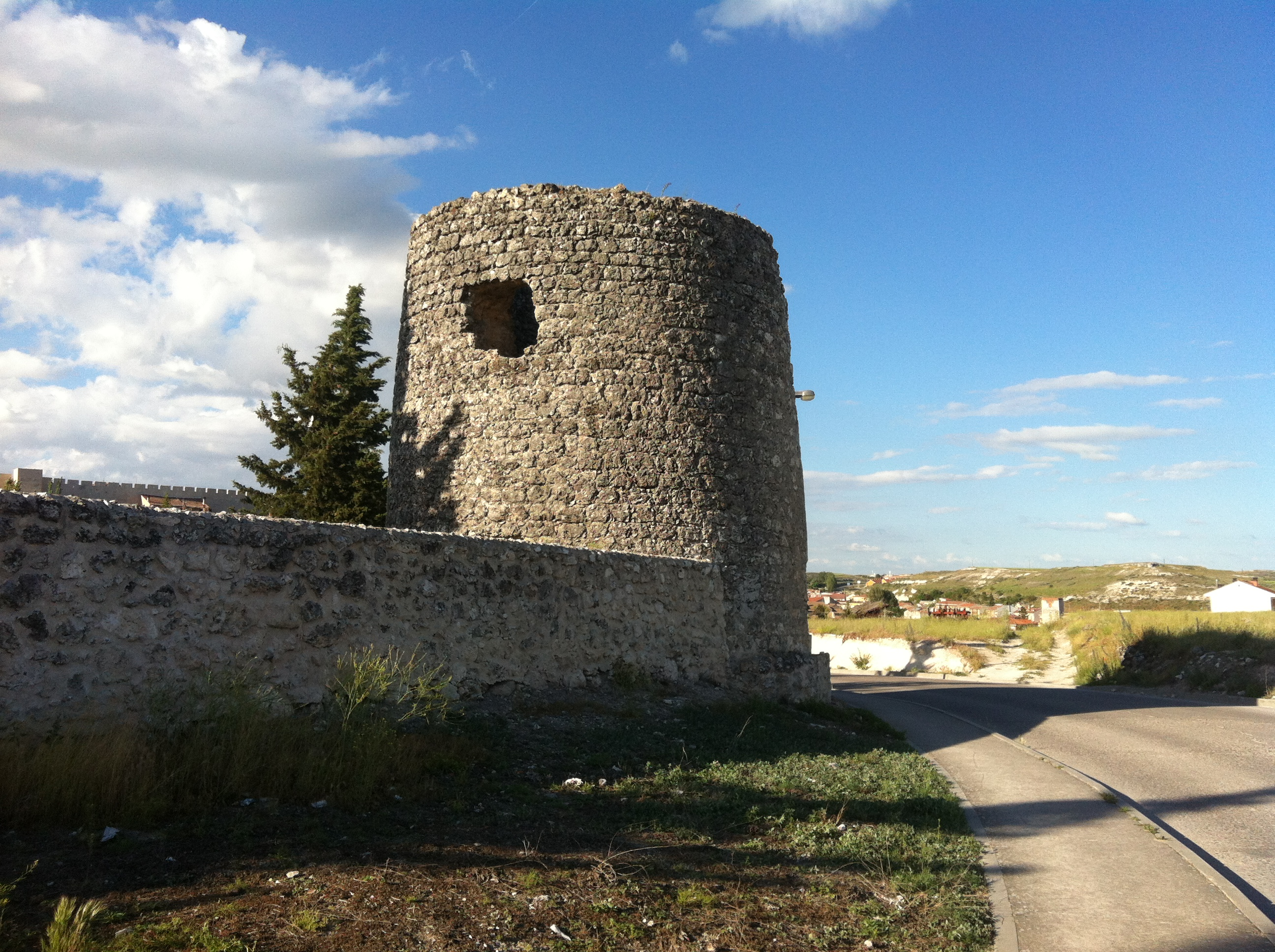
Molino El Cubo

Die Molino El Cubo ist der Name einer historischen Windmühle in der spanischen Stadt Cuéllar (Segovia). 

## Geschichte
Die Windmühle aus dem 13. Jahrhundert, genaues Baudatum ist unbekannt, wurde jedoch im Jahre 1496 bereits dokumentiert als die beiden Conquistadores Gabriel de Rojas y Córdova und Manuel de Rojas y Córdova die Mühle an den Aristokraten und Herzog  Francisco I Fernández de la Cueva y Mendoza überschrieben.  Das Dokument datiert vom 14. Juni 1496 und befindet sich im Archivo de la Casa Ducal de Alburquerque in Cuéllar.
Es gibt nur wenige Daten um festzustellen wie lange die Windmühle in Cuellar betrieben wurde. Verschieden Dokumente aus dem 16. Jahrhundert beweisen, dass der Ort, wo Getreide gemahlen wurde, als Molino de Viento de Cubo bekannt war.  Mitte des 18. Jahrhunderts wird die Mühle in einer Liste der Besitzungen des Herzogs von Albuquerque im Kataster geführt und war Bestandteil eines Grundstückes am Fuße der Burg Castillo de Cuéllar. 1931 wurde die Mühle zusammen mit dem Castillo als Monumento Artístico Nacional deklariert. 
2007 vermachte der damalige Besitzer Juan Miguel Osorio der Stadt die Mühle mit umliegenden Grundstücken. Heute ist die Molino El Cubo Bestandteil des acht Hektar großen Garten- und Erholungsgebietes Parque de la Huerta del Duque in Cuéllar.